# Chiesa evangelica dei fratelli
La chiesa evangelica dei Fratelli di Firenze è un edificio di culto situato in via della Vigna Vecchia.
È il più antico edificio religioso della Chiesa cristiana evangelica dei fratelli, una denominazione protestante italiana.

## Storia
Situata più o meno sul sito dell'antica chiesa di Sant'Apollinare, sebbene con un orientamento diverso, venne realizzata nel 1879 dalla Chiesa Libera dei pietisti del conte Piero Guicciardini, detta poi Chiesa cristiana evangelica dei fratelli.
Suo collaboratore fu Teodorico Pietrocola Rossetti, che influì sullo stile della costruzione, improntato al gotico toscano. Cugino del padre del pittore preraffaellita inglese Dante Gabriele Rossetti, protagonista dell'Estetismo, idealizzava una Firenze dantesca, dal volto medievale.

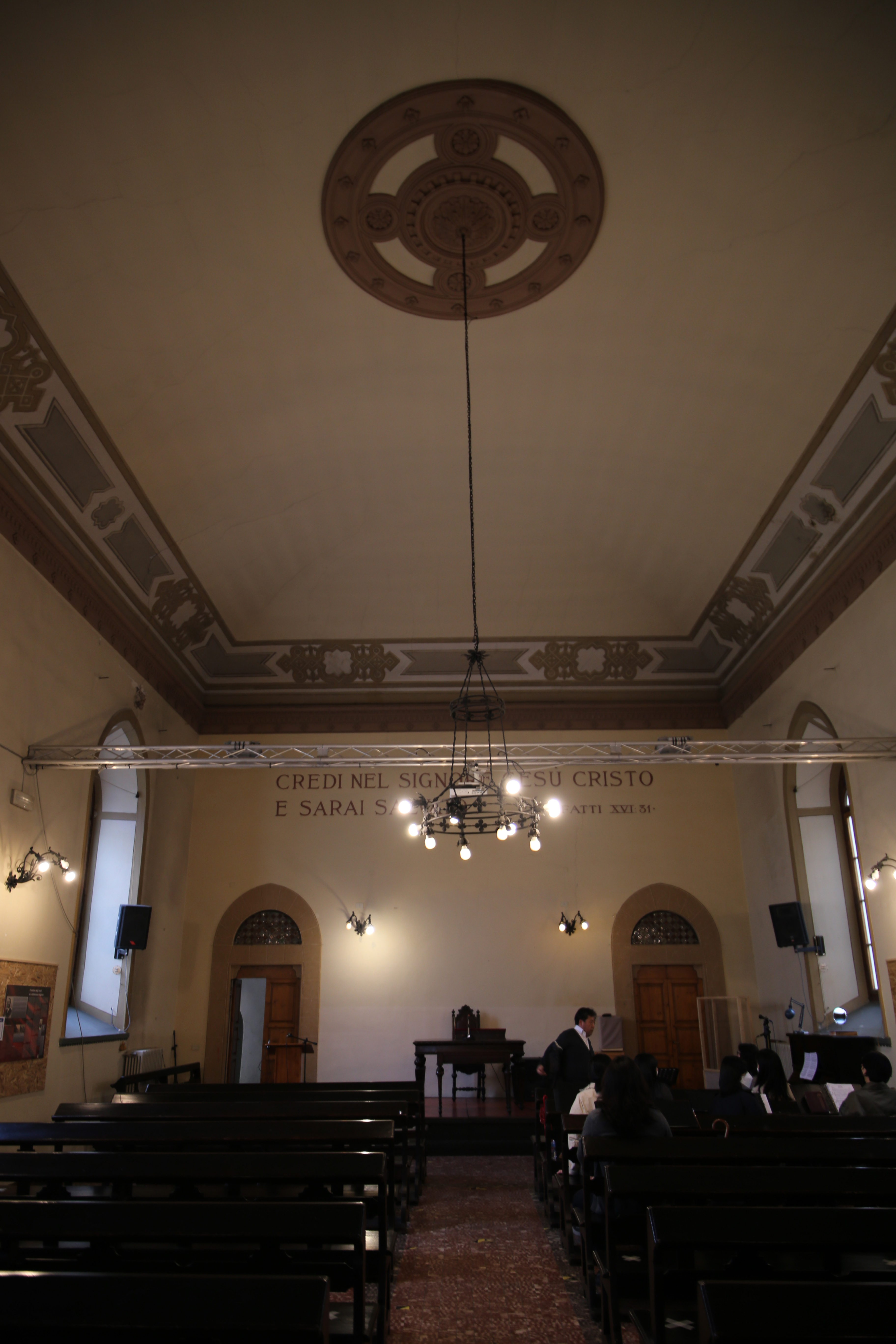
Interno
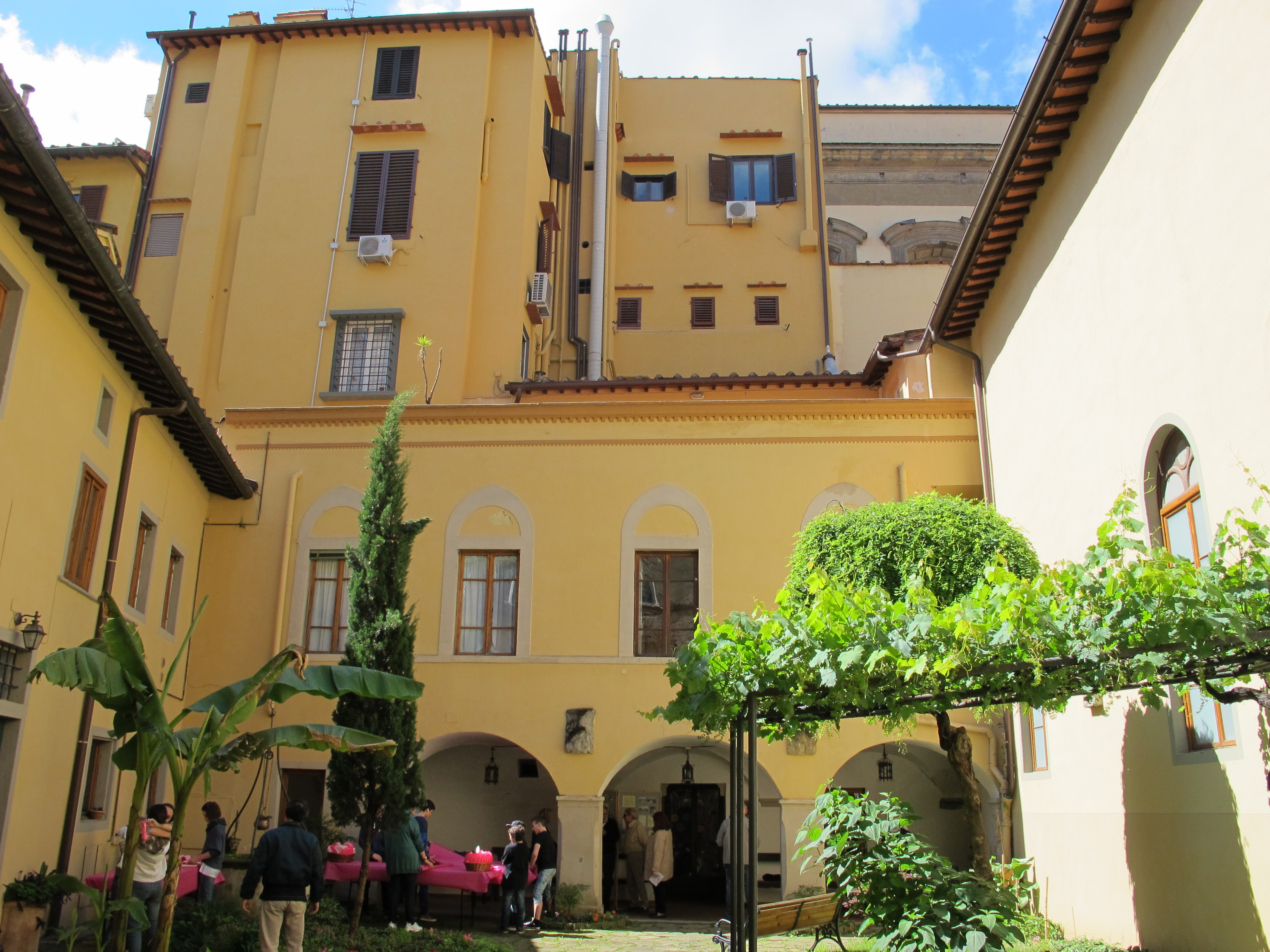
Il chiostro, già pertinente alla chiesa di Sant'Apollinare